# Neobatrachus
Genre
Synonymes
- Neoruinosus Wells & Wellington, 1985

Neobatrachus est un genre d'amphibiens de la famille des Limnodynastidae.

## Répartition

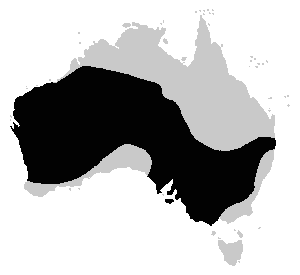
Répartition

Les 9 espèces de ce genre se rencontrent en Australie à l'exception de la Tasmanie.

## Liste d'espèces
Selon Amphibian Species of the World (19 novembre 2016) :
- Neobatrachus albipes Roberts, Mahony, Kendrick & Majors, 1991
- Neobatrachus aquilonius Tyler, Davies & Martin, 1981
- Neobatrachus fulvus Mahony & Roberts, 1986
- Neobatrachus kunapalari Mahony & Roberts, 1986
- Neobatrachus pelobatoides (Werner, 1914)
- Neobatrachus pictus Peters, 1863
- Neobatrachus sudelli Lamb, 1911
- Neobatrachus sutor Main, 1957
- Neobatrachus wilsmorei (Parker, 1940)

## Publication originale
- Peters, 1863 : Eine Übersicht der von Hrn. Richard Schomburgk an das zoologische Museum eingesandten Amphibien, aus Buchsfelde bei Adelaide in Südaustralien. Monatsberichte der Königlich Preussischen Akademie der Wissenschaften zu Berlin, vol. 1863, p. 228-236 (texte intégral).